# Handball bei den Olympischen Spielen
Handball wird bei den Olympischen Spielen als regelmäßiger Wettbewerb seit 1972 ausgetragen, im Jahr 1936 stand die Sportart als Feldhandball erstmals im Programm.

## Geschichte
Handball stand erstmals 1936 bei den XI. Olympischen Sommerspielen in Berlin auf dem Programm, als Männerwettbewerb im Großfeldhandball mit elf Spielern auf einem Rasenfeld.
Bei den Olympischen Sommerspielen 1948 in London entfiel Handball, bei den Sommerspielen 1952 in Helsinki war Feldhandball der Männer eine Demonstrationssportart.
Im Jahr 1972 in München kam Handball wieder ins Programm, nun aber als Hallenhandball und wieder als reines Männerturnier. Seit den Olympischen Sommerspielen 1976 in Montreal wird auch ein Frauenturnier ausgetragen.

### 1936 Feldhandball auf dem Großfeld
Auf dem Olympischen Kongress im Mai 1930 in Berlin wurde Handball neben anderen Mannschaftssportarten für die Sommerspiele 1936 erstmals zugelassen, vorausgesetzt, das Turnier könne innerhalb der Zeit, die für die Spiele vorgesehen war, beendet werden. Am Turnier nahmen sechs Länder teil, Gold gewann Deutschland vor Österreich und der Schweiz. → Berlin 1936
Der Versuch, Handball dauerhaft in das olympische Programm aufzunehmen, scheiterte im April 1949 auf der 44. IOC-Sitzung in Rom. Dazu beigetragen hat sicherlich, dass vier Länder (Dänemark, Niederlande, Polen und Schweden) 1936 zurückgezogen hatten und dass der Hallenhandball immer populärer wurde. In Helsinki 1952 fand am 30. Juli ein Demonstrationsspiel zwischen Schweden und Dänemark statt, das Schweden 19:11 gewann. Damit war der olympische Auftritt des Feldhandballs beendet.

### Seit 1972 Hallenhandball
Im Oktober 1965 machte das IOC Handball auf seiner 64. Sitzung in Madrid wieder zu einer olympischen Sportart. Willi Daume, der Präsident des westdeutschen NOK, hatte für das IOC zwei Demonstrationsspiele zwischen Spanien und West-Deutschland (22:23, 27:27) organisiert.
Ab 1972, 20 Jahre nach dem letzten Auftritt bei Olympischen Spielen, war Handball wieder olympisch, dieses Mal als Hallenhandball.
In München 1972 auf der 73. Sitzung des IOC wurde für die folgenden Sommerspiele 1976 in Montreal ein Frauenturnier in das Programm aufgenommen. Seitdem sind beide Turniere ein fester Bestandteil der Sommerspiele.
In Europa, wo Handball besonders populär ist und das die erfolgreichsten Mannschaften stellt, gibt es Überlegungen zur Verlagerung der olympischen Handballwettbewerbe von den Olympischen Sommerspielen zu den Olympischen Winterspielen. Ein Grund dafür ist, dass die Hauptsaison von September bis Mai läuft, auch die Großereignisse Handball-Weltmeisterschaft und Handball-Europameisterschaft werden im Winter ausgetragen (die Männerturniere zu Jahresbeginn, die Frauenturniere zum Jahresende).

## Übersicht der Wettbewerbe
| Wettbewerb              | 96 | 00 | 04 | 06 | 08 | 12 | 20 | 24 | 28 | 32 | 36 | 48 | 52 | 56 | 60 | 64 | 68 | 72 | 76 | 80 | 84 | 88 | 92 | 96 | 00 | 04 | 08 | 12 | 16 | 20 | 24 | 28 | 32 | Gesamt |
| ----------------------- | -- | -- | -- | -- | -- | -- | -- | -- | -- | -- | -- | -- | -- | -- | -- | -- | -- | -- | -- | -- | -- | -- | -- | -- | -- | -- | -- | -- | -- | -- | -- | -- | -- | ------ |
| Hallenhandball – Männer |    |    |    |    |    |    |    |    |    |    |    |    |    |    |    |    |    | •  | •  | •  | •  | •  | •  | •  | •  | •  | •  | •  | •  | •  | •  |    |    | 14     |
| Hallenhandball – Frauen |    |    |    |    |    |    |    |    |    |    |    |    |    |    |    |    |    |    | •  | •  | •  | •  | •  | •  | •  | •  | •  | •  | •  | •  | •  |    |    | 13     |
| Feldhandball – Männer   |    |    |    |    |    |    |    |    |    |    | •  |    | D  |    |    |    |    |    |    |    |    |    |    |    |    |    |    |    |    |    |    |    |    | 1      |
| Anzahl der Wettbewerbe  |    |    |    |    |    |    |    |    |    |    | 1  |    |    |    |    |    |    | 1  | 2  | 2  | 2  | 2  | 2  | 2  | 2  | 2  | 2  | 2  | 2  | 2  | 2  |    |    | 28     |

## Ewiger Medaillenspiegel
Stand: 2024
| Rang | Land                                                                        | Goldmedaille  | Silbermedaille | Bronzemedaille | Gesamt         |
| ---- | --------------------------------------------------------------------------- | ------------- | -------------- | -------------- | -------------- |
| 1    | Russische Föderation (davon Sowjetunion) (davon Vereintes Team) (davon ROC) | 7 (4) (1) (–) | 3 (1) (–) (1)  | 3 (1) (–)      | 13 (6) (2) (1) |
| 2    | Dänemark                                                                    | 5             | 1              | 1              | 7              |
| 3    | Frankreich                                                                  | 4             | 3              | 1              | 8              |
| 4    | Norwegen                                                                    | 3             | 2              | 3              | 8              |
| 5    | Jugoslawien                                                                 | 3             | 1              | 1              | 5              |
| 6    | / Deutschland (davon DDR) (davon BR Deutschland)                            | 2* (1) (–)    | 4 (1)          | 2 (1) (–)      | 8 (3) (1)      |
| 7    | Südkorea                                                                    | 2             | 4              | 1              | 7              |
| 8    | Kroatien                                                                    | 2             | -              | 1              | 3              |
| 9    | Schweden                                                                    | -             | 4              | -              | 4              |
| 10   | Rumänien                                                                    | -             | 1              | 3              | 4              |
| 11   | / Ungarn                                                                    | -             | 1              | 2              | 3              |
| 12   | Österreich                                                                  | -             | 1*             | -              | 1              |
|      | Island                                                                      | -             | 1              | -              | 1              |
|      | Tschechoslowakei                                                            | -             | 1              | -              | 1              |
|      | Montenegro                                                                  | -             | 1              | -              | 1              |
| 16   | Spanien                                                                     | -             | -              | 6              | 6              |
| 17   | Schweiz                                                                     | -             | -              | 1*             | 1              |
|      | China                                                                       | -             | -              | 1              | 1              |
|      | Polen                                                                       | -             | -              | 1              | 1              |
|      | Ukraine                                                                     | -             | -              | 1              | 1              |

 *  Feldhandball 1936